# Meister von Rabenden

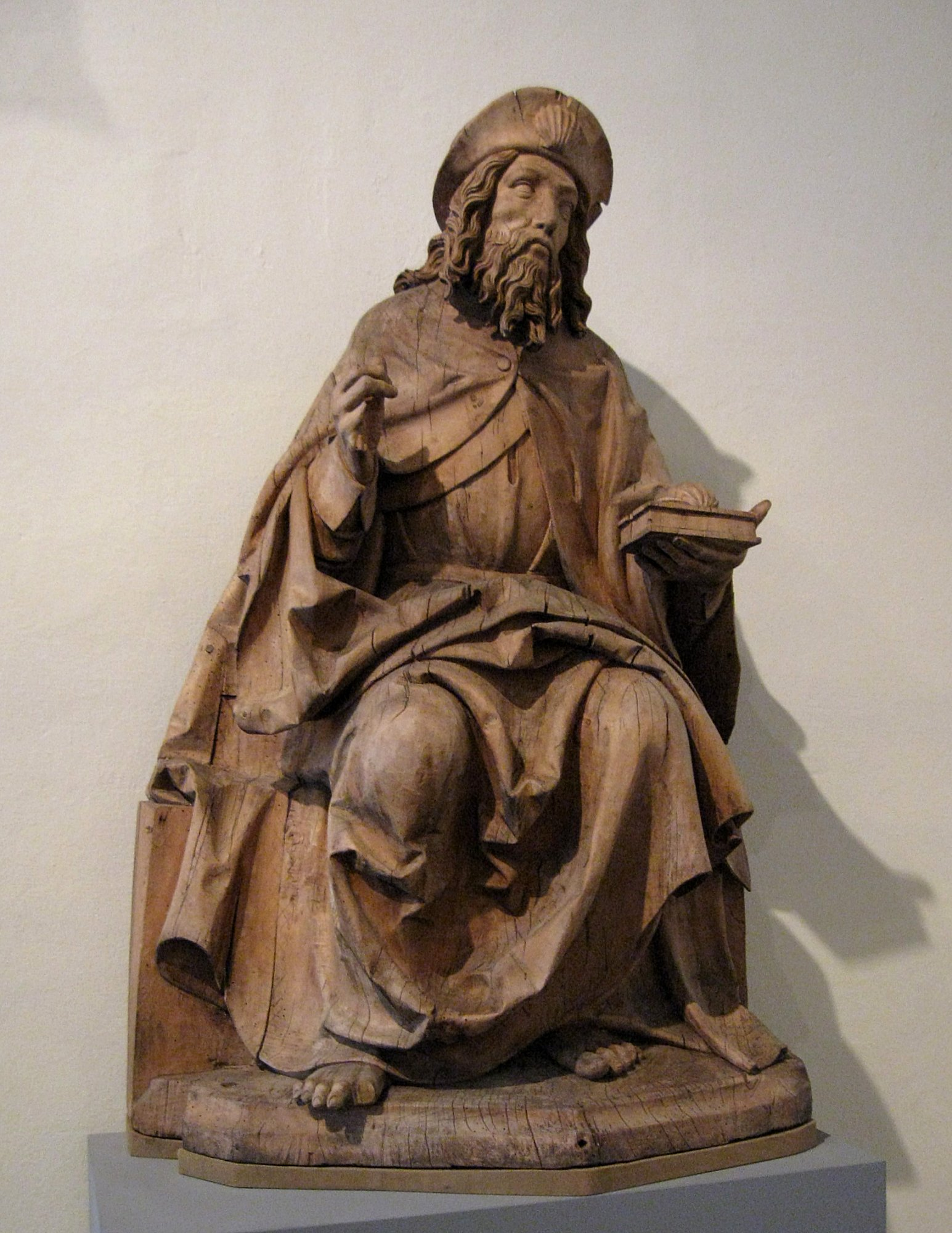
Heiliger Jakobus, Lindenholz, Bayerisches Nationalmuseum

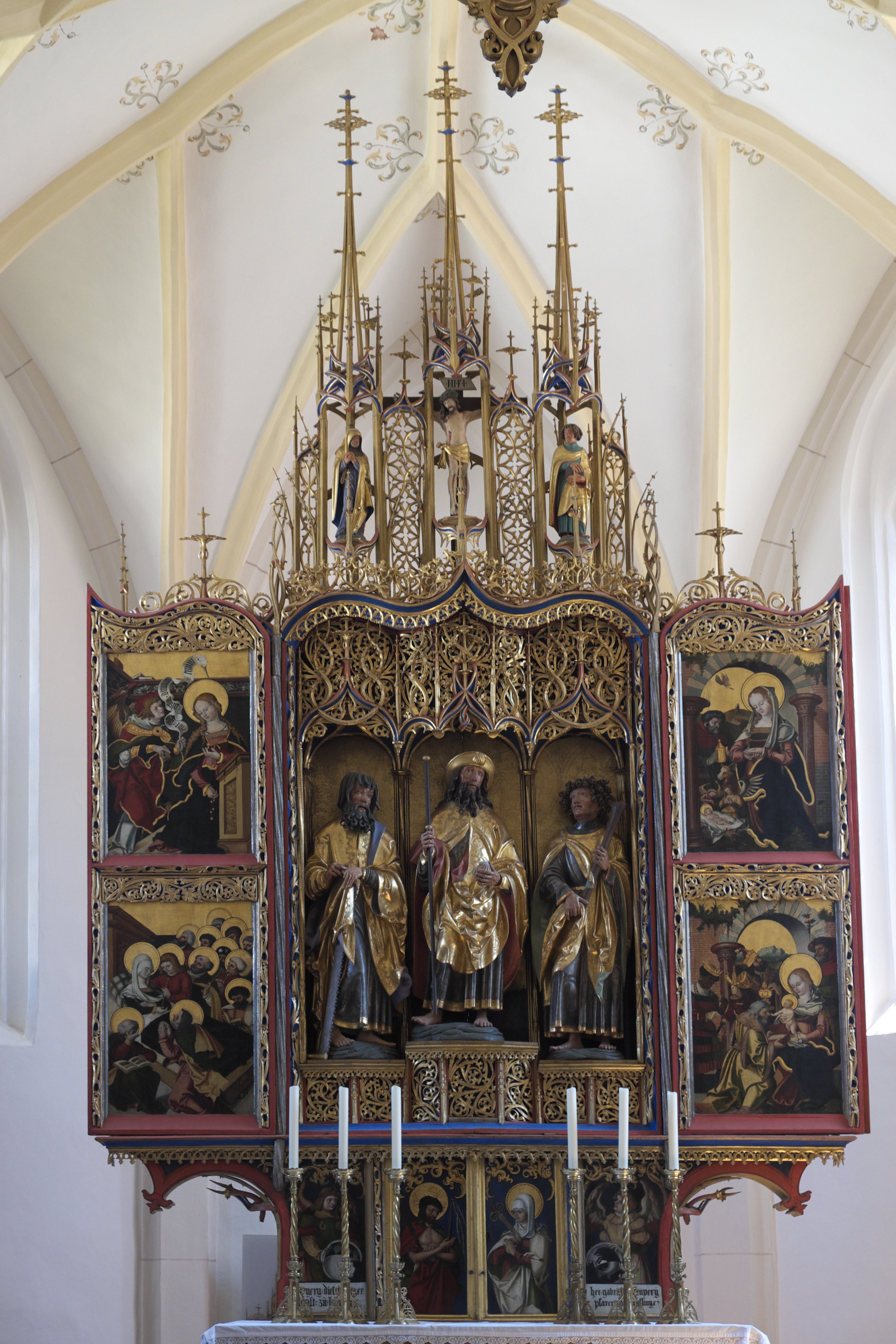
Hochaltar in der Kirche St. Jakobus der Ältere in Rabenden

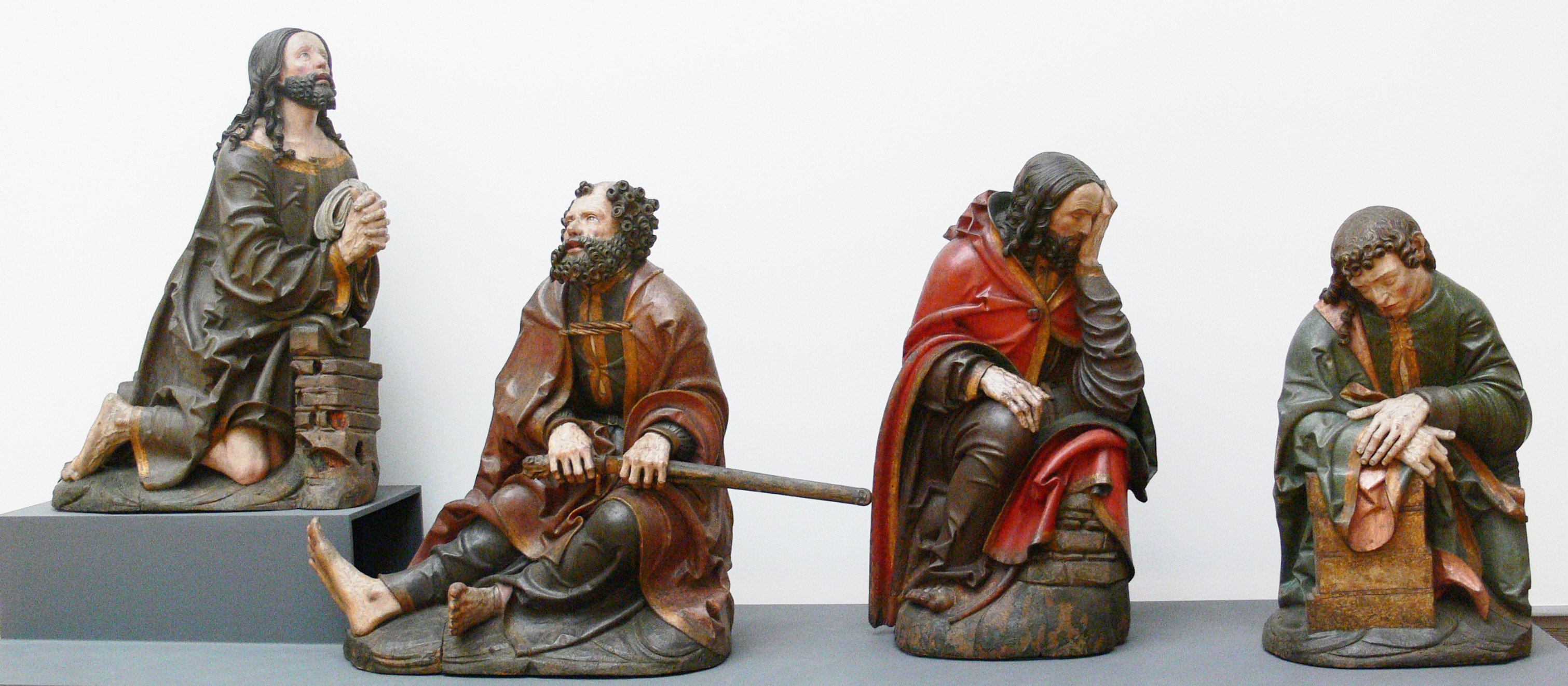
Meister von Rabenden: Christi Gebet am Ölberg, um 1515, Skulpturensammlung, Berlin

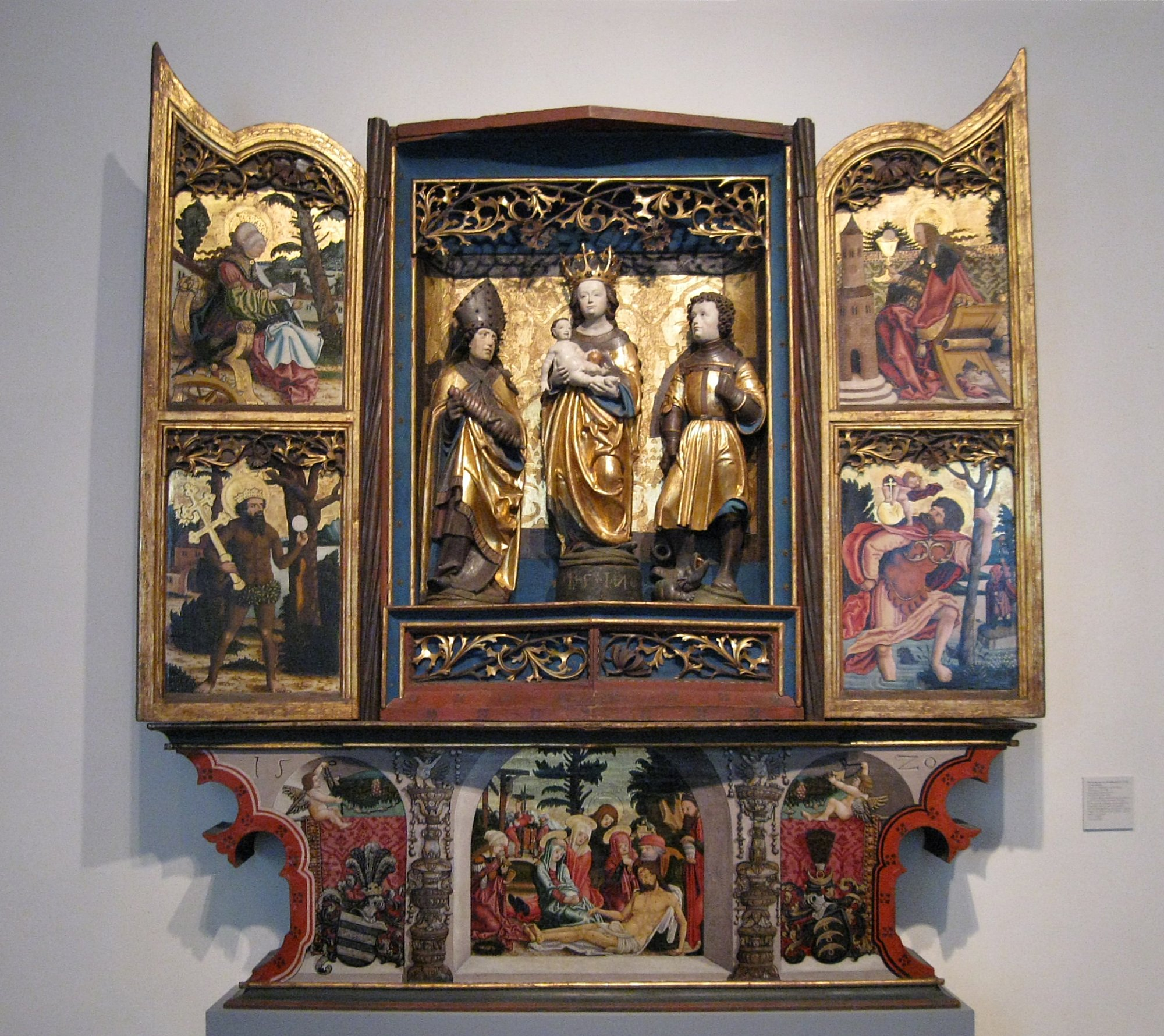
Marienaltar aus der Schlosskapelle St. Georg in Unterelkofen, um 1517–20, Bayerisches Nationalmuseum

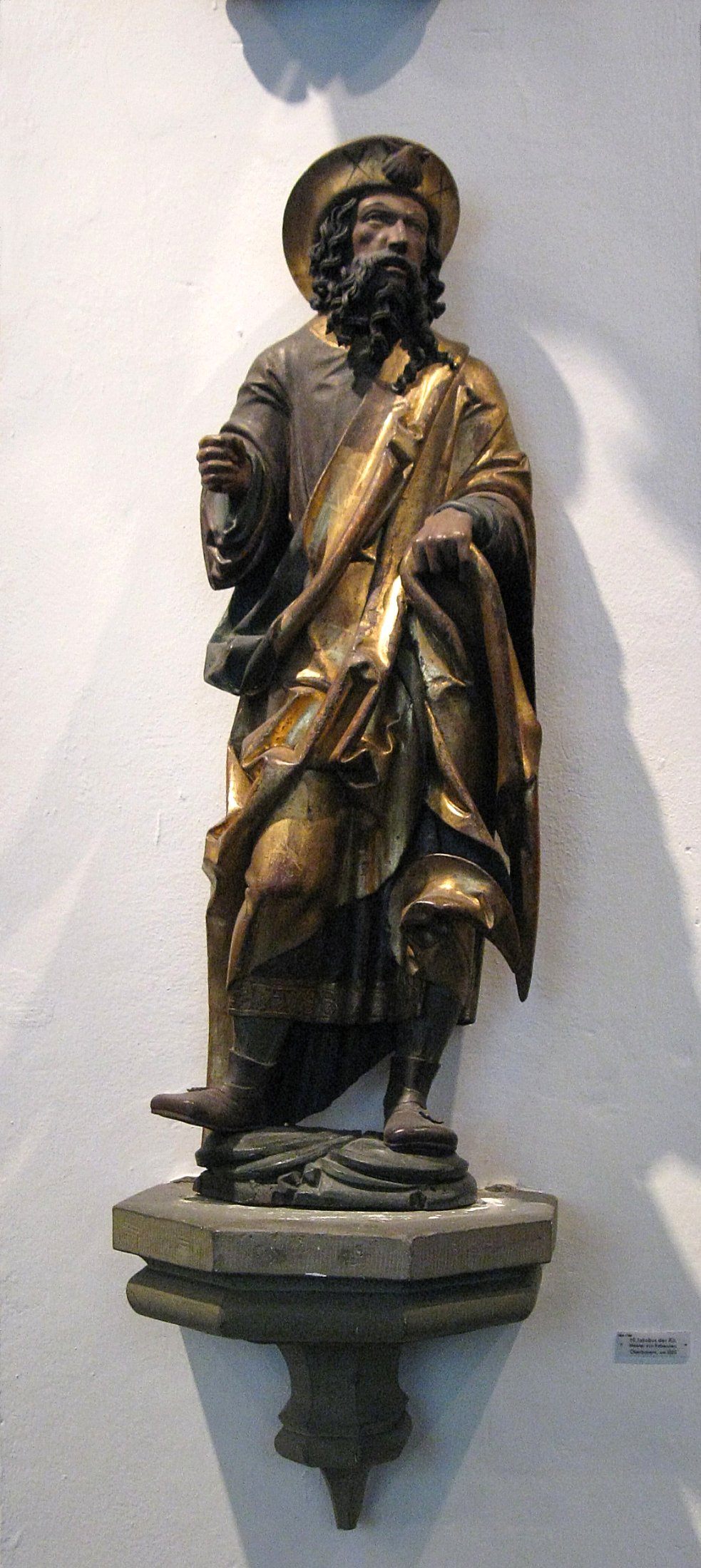
Heiliger Jakobus, Bayerisches Nationalmuseum

Als Meister von Rabenden wird einer der bedeutendsten süddeutschen Bildhauer des frühen 16. Jahrhunderts bezeichnet. Der namentlich nicht bekannte gotische Künstler erhielt seinen Notnamen nach dem von ihm geschaffenen Hochaltar in der Filialkirche St. Jakobus der Ältere in Rabenden bei Altenmarkt an der Alz, einem spätgotischen Flügelretabel. Die Werke des Meisters und seiner Werkstatt finden sich hauptsächlich im heutigen Oberbayern und im tirolischen Inntal.

## Altar von Rabenden
Der sechs Meter hohe Hochaltar des Meisters von Rabenden in der Kirche in Rabenden zählt zu den bedeutendsten spätmittelalterlichen Bildwerken im süddeutschen Raum. Der Mittelteil zeigt Holzskulpturen des Kirchenpatrons Jakobus und weiterer Heiliger, auf den Flügeln sind Bilder von Heiligen, den vier lateinischen Kirchenvätern und Szenen zu Maria, der Mutter Jesu zu sehen. Das dem Meister namensgebende Werk insgesamt ist ein Flügelaltar von „vollendeter Harmonie und reicher Ausstattung“ mit ausdrucksstarkem Figurenschmuck.

## Identifizierung
Früher wurde angenommen, der Meister von Rabenden habe in Rosenheim seine Werkstatt gehabt. Bis in die jüngste Forschung wird vorgeschlagen, ihn mit dem Bildhauer Wolfgang Leb zu identifizieren, der in Wasserburg am Inn tätig war. Auch wird sein Name als Andreas Taubenbeck für möglich gehalten, da man ein mit A. T. 1514 signiertes Relief der Beschneidung Christi, das unter dem Namen des Monogrammisten AT im Tiroler Landesmuseum Ferdinandeum in Innsbruck geführt wird, durch Stilvergleich auch dem Meister von Rabenden zuschreiben könnte.  Daniel Rimsl und andere vermuten, dass es sich bei dem Meister um den archivalisch mehrfach in München belegten Bildschnitzer Sigmund Haffner (ca. 1465/70 bis 1529) handeln könnte, der dort eine angesehene Werkstatt unterhalten und den Altar um 1510/1515 geschaffen habe.

## Stil
Die Werke des Meisters von Rabenden sind von großer Gestaltungskraft, die von ihm geschnitzten Figuren zeigen die dargestellten Personen mit für seine Zeit großer Individualität und hoher Ausdruckskraft. Diese ist besonders bei Plastiken des heiligen Jakobus zu bemerken, die alle große eindringliche Augen unter ausdrucksstark herausgearbeiteten Brauen sowie einen detailreichen strähnigen Bart besitzen.

## Werke (Auswahl)
- Pfarrkirche St. Jakobus der Ältere in Rabenden
  - Flügelaltar

Weitere Werke des Meisters von Rabenden befinden sich beispielsweise in folgenden Kirchen:
- Katharinenkirche in Kitzbühel
  - Kupferschmidaltar (um 1512–15)[6]
- Pfarrkirche St. Laurentius in Obing
  - 3 Schnitzfiguren von 1515: Madonna mit Kind, Hl. Laurentius, Hl. Jakobus
- Pfarrkirche St. Jakobus d. Ä. in Rohrdorf
  - Schnitzfigur Hl. Jakobus
- Wallfahrtskirche Heilig Blut in Rosenheim
  - Gnadenstuhl
- Kirche St. Ägidius in Seeon (Niederseeon)
  - zwei Reliefs aus der Werkstatt, die heiligen Florian und Alexius(?) darstellend
- Pfarrkirche St. Sixtus in Schliersee
  - Thronende Figur des Papstes Sixtus II. (Zuschreibung umstritten)[7]

Vierzehn Werke des Meisters sind in Besitz des Bayerischen Nationalmuseums in München, andere Werke in der Skulpturensammlung in Berlin. Die Werke kommen beispielsweise aus
- der Schlosskapelle St. Georg in Unterelkofen (Marienaltar, um 1517–20)

## Einfluss und Nachfolger
Neben Hans Leinberger war der Meister von Rabenden wohl der bedeutendste Skulpteure des frühen 16. Jahrhunderts im süddeutschen Raum.
Im Musée d’Unterlinden in Colmar befindet sich eine Statue der Heiligen Anna Selbdritt von 1520, die der Werkstatt des Meisters von Rabenden zugerechnet wird. Eine ähnliche Annen-Figur aus der Werkstatt des Meisters befindet sich im Museum The Cloisters in New York, aus den Beständen des Bayerischen Nationalmuseums aufgekauft. Des Weiteren wurden dem Meister und seinem Umfeld häufiger Figuren von Anna oder anderen Heiligen oder Passionsszenen in Privatbesitz zugeschrieben.
Der moderne Maler Lovis Corinth studierte die expressionistischen Figuren von Bildhauern des Mittelalters und deren Komposition und zeichnete 1909 mehrere Farbbilder mit Schnitzwerken des Meisters von Rabenden.